# Oxyrrhynchium altisetum
Oxyrrhynchium altisetum är en bladmossart som beskrevs av Brotherus 1909. Oxyrrhynchium altisetum ingår i släktet Oxyrrhynchium och familjen Brachytheciaceae. Inga underarter finns listade i Catalogue of Life.